# Philautus cuspis
Philautus cuspis är en groddjursart som beskrevs av Kelum Manamendra-Arachchi och Rohan Pethiyagoda 2005. Philautus cuspis ingår i släktet Philautus och familjen trädgrodor. Inga underarter finns listade i Catalogue of Life.